# Rape Zombie: Lust of the Dead
Rape Zombie: Lust of the Dead (レイプゾンビ LUST OF THE DEAD?, Reipu Zonbi: Lust of the Dead) è un film del 2012, diretto da Naoyuki Tomomatsu.

## Trama
Un disastro nucleare trasforma gli uomini in zombi, la cui missione è quella di violentare il genere femminile e ucciderlo durante il rapporto sessuale. Un gruppo di ragazze si troverà a fronteggiare l'imponente minaccia rifugiandosi in un tempio; ma presto o tardi gli zombi arriveranno anche lì...

## Sequel
Il film ha avuto 4 seguiti:
- Rape Zombie: Lust of the Dead 2[1], regia di Naoyuki Tomomatsu (2013)
- Rape Zombie: Lust of the Dead 3[2], regia di Naoyuki Tomomatsu (2013)
- Rape Zombie: Lust of the Dead - Kurôn miko taisen[3], regia di Naoyuki Tomomatsu (2014)
- Rape Zombie: Lust of the Dead - Arata naru zetsubô[4], regia di Naoyuki Tomomatsu (2014)
- Rape Zombie gaiden: Hâdokoa obu za deddo[5], regia di Naoyuki Tomomatsu (2017)[6]